# Matteo Ripa
Matteo Ripa (Éboli, 29 de marzo de 1682-Nápoles, 29 de marzo de 1746) fue un misionero jesuita, pintor, grabador y cartógrafo italiano. 

## Biografía

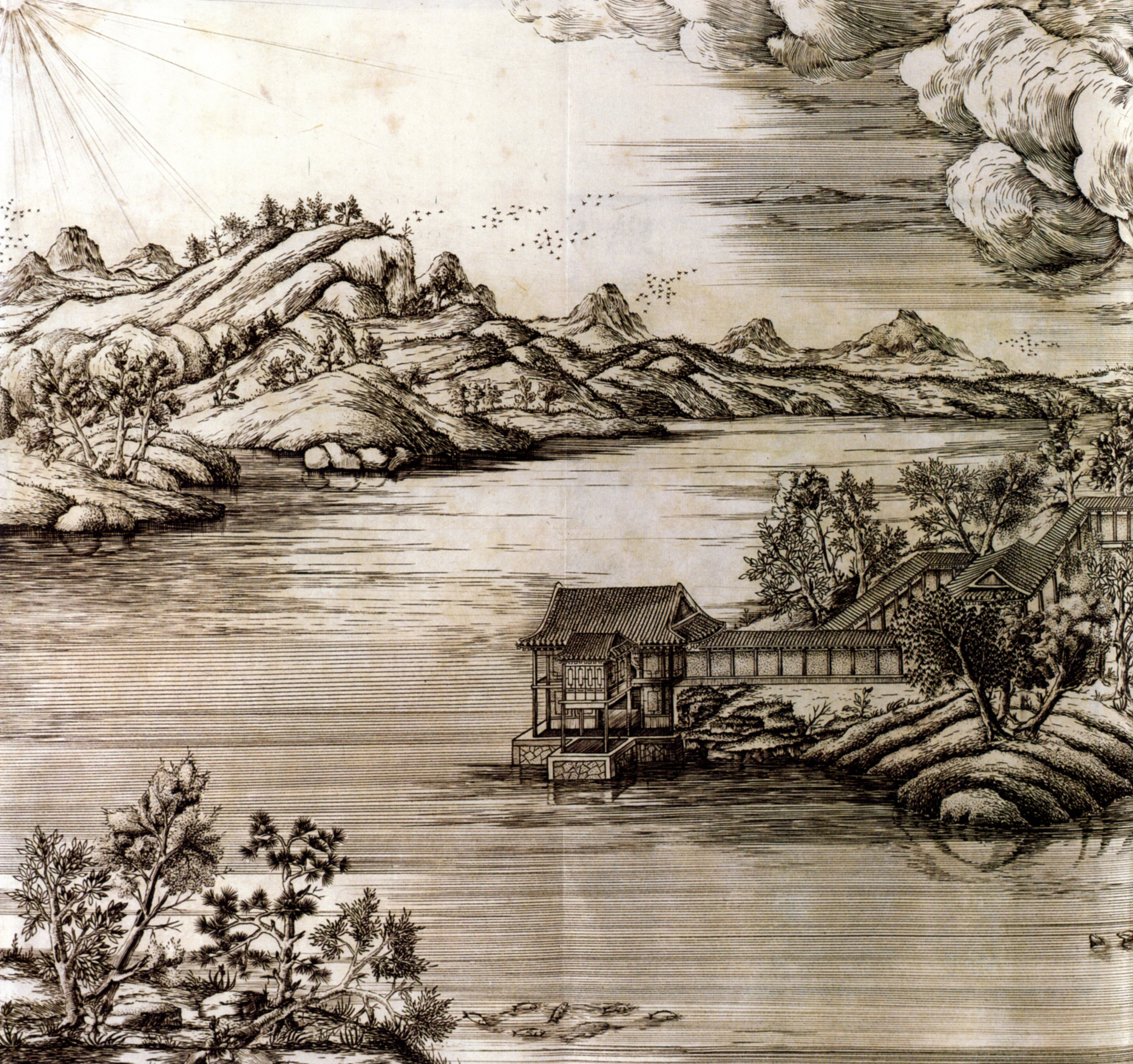
Brillo matutino en la cresta occidental (1714-1715), Museo Nacional del Palacio, Taipéi

Viajó como misionero a China, donde permaneció entre 1710 y 1723 en la corte del emperador Kangxi. Dejó unas memorias acompañadas de placas grabadas que son un interesante testimonio de la civilización china de la época.
Después de su regreso, fundó en Nápoles el Collegio dei Cinesi, que más tarde se convirtió en el Instituto de la Universidad Oriental (ahora integrado en la Universidad de Nápoles La Oriental).